# Ophrys feldwegiana
Ophrys feldwegiana là một loài thực vật có hoa trong họ Lan. Loài này được B.Baumann & H.Baumann mô tả khoa học đầu tiên năm 1984.